# Оксид меди(II)
Окси́д ме́ди(II) (окись меди) CuO — оксид двухвалентной меди. Кристаллы чёрного цвета, в обычных условиях довольно устойчивые, практически нерастворимые в воде. В природе встречается в виде минерала тенорита (мелаконита) чёрного цвета.

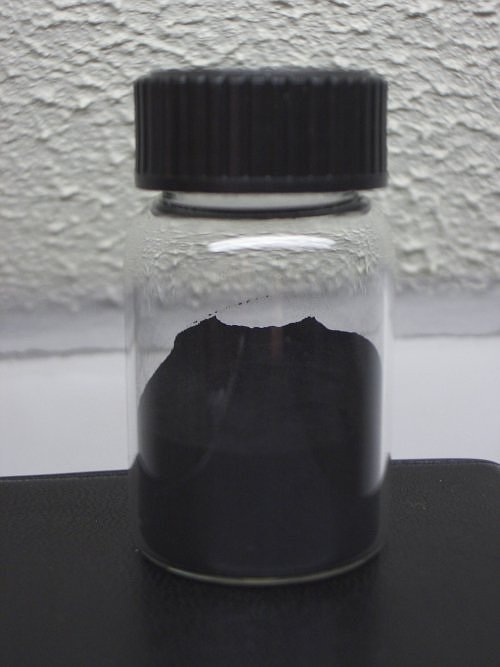
Оксид меди(II) в прозрачной ёмкости

Кристаллическая решётка оксида меди характеризуется следующими параметрами: моноклинная сингония, пространственная группа C2h, параметры ячейки a = 0.46837(5) нм, b = 0.34226(5) нм, c = 0.51288(6) нм, α = 90°, β = 99,54(1)°, γ = 90°. Атом меди окружён четырьмя атомами кислорода и имеет искажённую плоскую конфигурацию.

## Получение
Получить оксид меди(II) можно:
- нагревая металлическую медь на воздухе (в интервале температур 200—375 °C[3]):

{\displaystyle {\mathsf {2Cu+O_{2}\rightarrow 2CuO}}}
- нагревая гидроксид меди(II), её нитрат или карбонат:

{\displaystyle {\mathsf {2Cu(NO_{3})_{2}\rightarrow 2CuO+4NO_{2}+O_{2}}}}
{\displaystyle {\mathsf {CuCO_{3}\rightarrow CuO+CO_{2}}}}
{\displaystyle {\mathsf {Cu(OH)_{2}\rightarrow CuO+H_{2}O}}}
- нагревая малахит:

{\displaystyle {\mathsf {Cu_{2}CO_{3}(OH)_{2}{\xrightarrow {^{o}t}}2CuO+CO_{2}+H_{2}O}}}

## Химические свойства
Оксид меди(II) реагирует с кислотами с образованием соответствующих солей меди(II) и воды:
{\displaystyle {\mathsf {CuO+2HNO_{3}\rightarrow Cu(NO_{3})_{2}+H_{2}O}}}
При сплавлении CuO со щелочами и оксидами образуются купраты:
{\displaystyle {\mathsf {CuO+2KOH{\xrightarrow {^{o}t}}K_{2}CuO_{2}+H_{2}O}}}
При нагревании до 1100 °C разлагается на оксид меди(I) и кислород.
{\displaystyle {\ce {CuO->[1100^oC] Cu2O + O2 ^}}}
Оксиду меди(II) соответствует гидроксид меди(II) Cu(OH)2, который является очень слабым основанием. Он способен растворяться в концентрированных растворах щелочей с образованием комплексов (то есть обладает слабыми амфотерными свойствами):
{\displaystyle {\mathsf {Cu(OH)_{2}+2NaOH\rightarrow Na_{2}[Cu(OH)_{4}]}}} (тетрагидроксокупрат(II) натрия).
Оксид меди(II) восстанавливается до металлической меди аммиаком, монооксидом углерода, водородом, углем:
{\displaystyle {\ce {CuO + H_2 ->[t^oC] Cu + H2O ^}}}
{\displaystyle {\ce {CuO + C ->[t^oC] Cu + CO ^}}}
{\displaystyle {\ce {CuO + CO ->[t^oC] Cu + CO2 ^}}}
{\displaystyle {\ce {3CuO + 2NH3 ->[t^oC,Ne] 3Cu + N2 ^ + 3H2O ^}}}

## Физические свойства
Оксид меди(II) относится к моноклинной кристаллической системе.

Работа выхода электрона из кристалла CuO составляет 5,3 эВ.

Оксид меди(II) представляет собой полупроводник p-типа с узкой шириной запрещенной зоны 1,2 эВ.

Оксид меди может быть использован для производства сухих батарей.

## Применение
CuO используют при производстве стекла и эмалей для придания им зелёной и синей окраски. Кроме того, оксид меди применяют в производстве медно-рубинового стекла.
В лабораториях применяют для обнаружения восстановительных свойств веществ. Вещество восстанавливает оксид до металлической меди, при этом чёрный цвет оксида меди переходит в розовую окраску меди.